# Oresitrophe
Oresitrophe là một chi thực vật có hoa trong họ Saxifragaceae.